# 김성현 (프로게이머)
김성현(1992년 12월 25일 ~ )은 대한민국의 전직 스타크래프트, 스타크래프트 II 프로게이머이다. Last[fOu]라는 아이디를 사용하며, 종족은 테란이다.

## 프로게이머 시절
2008년 하반기 드래프트에서 STX SouL의 2차 지명으로 입단하였다. 10-11시즌 드림리그에서 다승왕을 받아 주목을 받았으며, 11-12 SK플래닛 스타크래프트 프로리그 시즌1에서 팀 다승 1위, 테란 종족 4위에 올랐다. 이 시즌 중 공군과의 대결에서 자신의 팀 선배였던 김구현을 상대로 마패를 선보여 패륜테란이라는 불명예 별명을 얻게 된다.
대 테란전에서 매우 강하며, 통산 승률도 60%에 거의 육박한다. SK플래닛 프로리그 시즌 1에선 삼성전자 칸의 김기현에게 패하기 전까지 테란전 5전 5승을 기록중이었었다.
2013년 12월 SouL의 해체로 은퇴하하고, 2014년 8월부터는 아프리카TV에서 개인 방송을 시작하였다. 현역 시절 때보다 개인 방송 시작 이후 프로게이머로서의 기량이 압도적으로 성장하였으며, ASL 시즌 7과 KSL 시즌 1에서 우승을 거두며, ASL-KSL 체제에서 양대 리그를 처음 제패한 선수로 거듭나게 된다(이후 추가적으로 ASL-KSL 체제 양대 리그에서 우승한 선수는 정윤종 1명 뿐이다. KSL이 시즌 4를 마지막으로 폐지되었으므로, 시즌 2 우승자인 김민철과 시즌 4 우승자인 이재호가 ASL에서 우승하지 않는 한, 더 이상 ASL-KSL 체제의 양대 리그 우승자가 탄생하지 않게 된다.).
2019년 ASL 시즌 8을 마친 이후에는 현재까지 대회 참가를 하고 있지 않고, 유투버로서 성공적으로 자리 잡고 있다.

## 주요 기록

### 전적
통산전적 (13.02.03 기준, 스타2 전적포함)
|             | 경기 | 승-패 | 승률  |
| ----------- | ---- | ----- | ----- |
| 대 테란     | 43   | 23–20 | 53.5% |
| 대 저그     | 19   | 7–12  | 36.8% |
| 대 프로토스 | 39   | 16–23 | 41.0% |
| 총합        | 101  | 46–55 | 45.5% |

### 수상 경력

#### 스타크래프트
- 2008년 8월 제41회 스타크래프트 준프로게이머 선발전 입상
- 2011년 5월 KeSPA 드림리그 10-11시즌 다승왕
- 2012년 4월 Tving 스타리그 2012 24강
- 2015년 2월 스베누 10차 소닉 스타리그 준우승
- 2015년 7월 스베누 11차 소닉 스타리그 시즌2 16강
- 2015년 12월 VANT 36.5 대국민 스타리그 8강
- 2016년 9월 아프리카TV 스타리그 4강
- 2018년 9월 코리아 스타크래프트 리그 우승 (당시 준우승 : 이제동)
- 2018년 10월 아프리카TV 스타리그 시즌6 3위
- 2018년 12월 코리아 스타크래프트 리그 시즌2 4강
- 2019년 3월 아프리카TV 스타리그 시즌7 우승 (당시 준우승 : 변현제)
- 2019년 8월 아프리카TV 스타리그 시즌8 8강

#### 스타크래프트 II
- 2012년 옥션 올킬 스타리그 2012 4위
- 2013년 2013 MLG Winter Championship 8강
- 2013년 WCS 코리아 2013 시즌 1 망고식스 글로벌 스타크래프트II 리그 Code S 32강
- 2013년 2013 WCS Korea Season 1 챌린저리그 48강

## 은퇴 후 인터넷 개인 방송
- 2014년 8월부터 아프리카TV에서 Last김성현이란 닉네임으로 활동 중이며, 2016년 6월 30일 베스트 비제이가 되었다.
- 김성현은 수 년 전부터 개인방송을 통해 여러 차례 손목 통증을 언급해왔으며, 2019년 ASL 시즌 8 8강 기록을 거둔 이후에는 어떠한 대회에도 출전하지 않고 있다.
- 2020년 4월부터는 아프리카TV 베스트 비제이를 반납하고, 낮 시간 대에 유튜브, 아프리카TV, 트위치 3사 동시 송출 방식으로 다양한 전략을 소개하는 방송을 진행하고 있다.
- 2024년 12월 현재에는 80만명의 유튜브 구독자 및 실시간 라이브 방송 시청자 평균 1만명 이상을 확보하면서, 스타크래프트의 최강자들이라 불리는 이른바 '택뱅리쌍'(이영호, 이제동, 김택용, 송병구)의 유튜브 실적을 한참 상회하고 있을 정도로 매우 성공적인 유투버로서 자리를 잡은 것으로 평가된다.